# Lost Highway (album de Bon Jovi)
Pour les articles homonymes, voir Lost Highway.
Albums de Bon Jovi
Live from the Have a Nice Day Tour
(2006) The Circle
(2009)
Singles
1. (You Want to) Make a Memory
Sortie : 18 mai 2007
2. Lost Highway
Sortie : 9 septembre 2007
3. Till We Ain't Strangers Anymore
Sortie : 30 novembre 2007
4. Summertime
Sortie : 2007
5. Whole Lot of Leavin
Sortie : Mai 2008

Lost Highway est le 10e album studio du groupe Bon Jovi sorti le 19 juin 2007.

## Liste des titres
1. "Lost Highway" (Jon Bon Jovi, Richie Sambora, John Shanks) - 4:14
2. "Summertime" (Jon Bon Jovi, Sambora, Shanks) - 3:18
3. "(You Want to) Make a Memory" (Jon Bon Jovi, Sambora, Desmond Child) - 4:37
4. "Whole Lot of Leavin'" (Jon Bon Jovi, Shanks) - 4:17
5. "We Got It Going On" (Jon Bon Jovi, Sambora, Big and Rich) - 4:13
6. "Any Other Day" (Jon Bon Jovi, Sambora, Gordie Sampson) - 4:03
7. "Seat Next to You" (Jon Bon Jovi, Sambora, Hillary Lindsey) - 4:23
8. "Everybody's Broken" (Jon Bon Jovi, Billy Falcon) - 4:13
9. "Till We Ain't Strangers Anymore" (Jon Bon Jovi, Sambora, Brett James) (en duo avec LeAnn Rimes) - 4:44
10. "The Last Night" (Jon Bon Jovi, Sambora, Shanks) - 3:33
11. "One Step Closer" (Jon Bon Jovi, Sambora, Shanks) - 3:37
12. "I Love This Town" (Jon Bon Jovi, Sambora, Falcon) - 4:38
13. "Lonely" (Jon Bon Jovi, Child, Daryl Brown) - 3:55 (bonus Angleterre et Japon)
14. "Put the Boy Back in Cowboy" (Jon Bon Jovi) - 3:59 (bonus pour le Japon)
15. "Walk Like A Man" (Jon Bon Jovi) - 4:29 (bonus américain pour les magasins Target)

## Formation
- Jon Bon Jovi - chants & guitare acoustique
- Richie Sambora - guitares & chœurs
- Tico Torres - batterie, percussion
- David Bryan - piano, claviers, chœurs
- Hugh McDonald - basse, chœurs

## Commentaires
- Annoncé comme étant un album nommé Nashville Project, Jon Bon Jovi voulait se frotter à des compositeurs extérieurs pour voir ce qu'ils pouvaient apporter au groupe. Mais les influences blues, country et cajun n'ont pas pris le dessus lors de la composition de l'album, que Jon Bon Jovi a qualifié de monstre.
- L'album s'est classé numéro un du Billboard, ce qui n'était pas arrivé à Bon Jovi depuis New Jersey en 1988.
- Quatre singles furent choisis et exploités : (You Want to) Make a Memory, Lost Highway, Till We Ain't Strangers Anymore et Whole Lot Of Leavin'.
- Le clip de (You Want to) Make a Memory est un hommage déguisé au film Sixième Sens. On voit Jon Bon Jovi dans différents lieux sans pour autant être en interaction avec les personnes croisées, comme Bruce Willis dans le film.
- Les Clips de Whole Lot Of Leavin' et Till We Ain't Strangers Anymore ne comptent qu'un membre du groupe à chaque fois. Leann Rimes apparait dans Till We Ain't Strangers Anymore puisque cette chanson est un duo avec elle. C'est la deuxième chanson que le groupe enregistre en duo après Who Says You Can't Go Home avec Jennifer Nettles de Sugarland sur l'album Have a Nice Day.
- I Love This Town a fait l'objet d'un procès pour plagiat. Ce morceau devait sortir en single, mais devant cette plainte, la maison de disques n'a pas souhaité se mettre davantage dans les ennuis. Le plaignant réclamait des centaines de millions de dollars.
- We Got It Goin' On a été coécrite avec Big and Rich qui apparaissent en invités sur cette chanson.
- Il s'agit du premier album de Bon Jovi où Jon Bon Jovi n'a apporté aucune chanson qu'il a écrit seul. Il faut avoir le pressage japonais de l'album pour trouver une chanson issue de son unique cru, Put The Boy Back In Cowboy, fortement influencée par Big and Rich ou bien la version américaine sortie dans les magasins Target avec Walk Like A Man.

## Classements hebdomadaires
| Classement (2007)                  | Meilleure place |
| ---------------------------------- | --------------- |
| Allemagne (Media Control AG)       | 1               |
| Australie (ARIA)                   | 2               |
| Autriche (Ö3 Austria Top 40)       | 1               |
| Belgique (Flandre Ultratop)        | 7               |
| Belgique (Wallonie Ultratop)       | 44              |
| Canada (Canadian Albums Chart)     | 1               |
| Danemark (Tracklisten)             | 1               |
| Espagne (Promusicae)               | 2               |
| États-Unis (Billboard 200)         | 1               |
| États-Unis (Top Rock Albums)       | 1               |
| Finlande (Suomen virallinen lista) | 3               |
| France (SNEP)                      | 39              |
| Italie (FIMI)                      | 10              |
| Norvège (VG-lista)                 | 7               |
| Nouvelle-Zélande (RIANZ)           | 2               |
| Pays-Bas (Mega Album Top 100)      | 1               |
| Portugal (AFP)                     | 16              |
| Royaume-Uni (UK Albums Chart)      | 2               |
| Royaume-Uni (Rock & Metal Albums)  | 1               |
| Suède (Sverigetopplistan)          | 4               |
| Suisse (Schweizer Hitparade)       | 1               |